# Lisa Ann
Lisa Ann, de son nom complet Lisa Ann Corpora, née le 9 mai 1972 à Easton, en Pennsylvanie, est une actrice pornographique américaine.
L'industrie du sexe et des sites pornographiques, notamment Pornhub, la désignent comme l'actrice pornographique la plus populaire au monde,,.
Tout au long de sa carrière, elle a tourné avec un grand nombre d'acteurs, et quelques-uns ont collaboré plus de dix fois avec elle (Prince Yahshua, Lexington Steele, Mick Blue, Manuel Ferrara, Johnny Sins, Erik Everhard ou encore Julia Ann). 
À ce jour, elle est l'une des actrices les plus récompensées de l'industrie pornographique, le plus souvent dans la catégorie MILF.

## Biographie
Lisa Ann Corpora naît et grandit à Easton, en Pennsylvanie. Elle commence sa carrière en 1990, d'abord comme stripteaseuse afin de payer ses études et obtient un diplôme d'assistante dentaire et fait de la danse exotique. Durant ses études secondaires, elle se passionne pour le basket et le ski.
C'est en 1993 qu'elle débute dans l'industrie pornographique et tourne sa première scène dans le film Flesh For Fantasy (1994), pour lequel elle reçoit de bonnes critiques concernant ses performances : « C'est la première fois que je vois Lisa Ann [...] et elle avait l'air géniale dans l'ensemble ». Au cours des deux premières années de sa carrière cinématographique pour adultes, elle est sous contrat avec Metro/Cal Vista, et ne tourne qu'une fois par mois avec John O'Rourke. Elle fait alors partie des actrices qui acceptent de jouer dans toutes les catégories de la pornographie (anales, lesbiennes, interraciales, gang bang, solo, bukkake...). Elle évite cependant les scènes BDSM.
Cependant, elle quitte cette industrie en 1997, par peur d'attraper le virus du SIDA, mais fait des photos déshabillés durant les sept années qui suivent, et possède un établissement de spa pendant quatre ans. 
Entre septembre 2005 et février 2006, elle travaille en tant qu'agent artistique pour l’entreprise LA Direct Models (en), pour ensuite revenir dans le porno,. La même année, en novembre, elle crée une agence artistique nommée « Lisa Ann's Talent Management », visant à découvrir de nouveaux talents. En 2007, elle s'associe avec Seymore Butts.

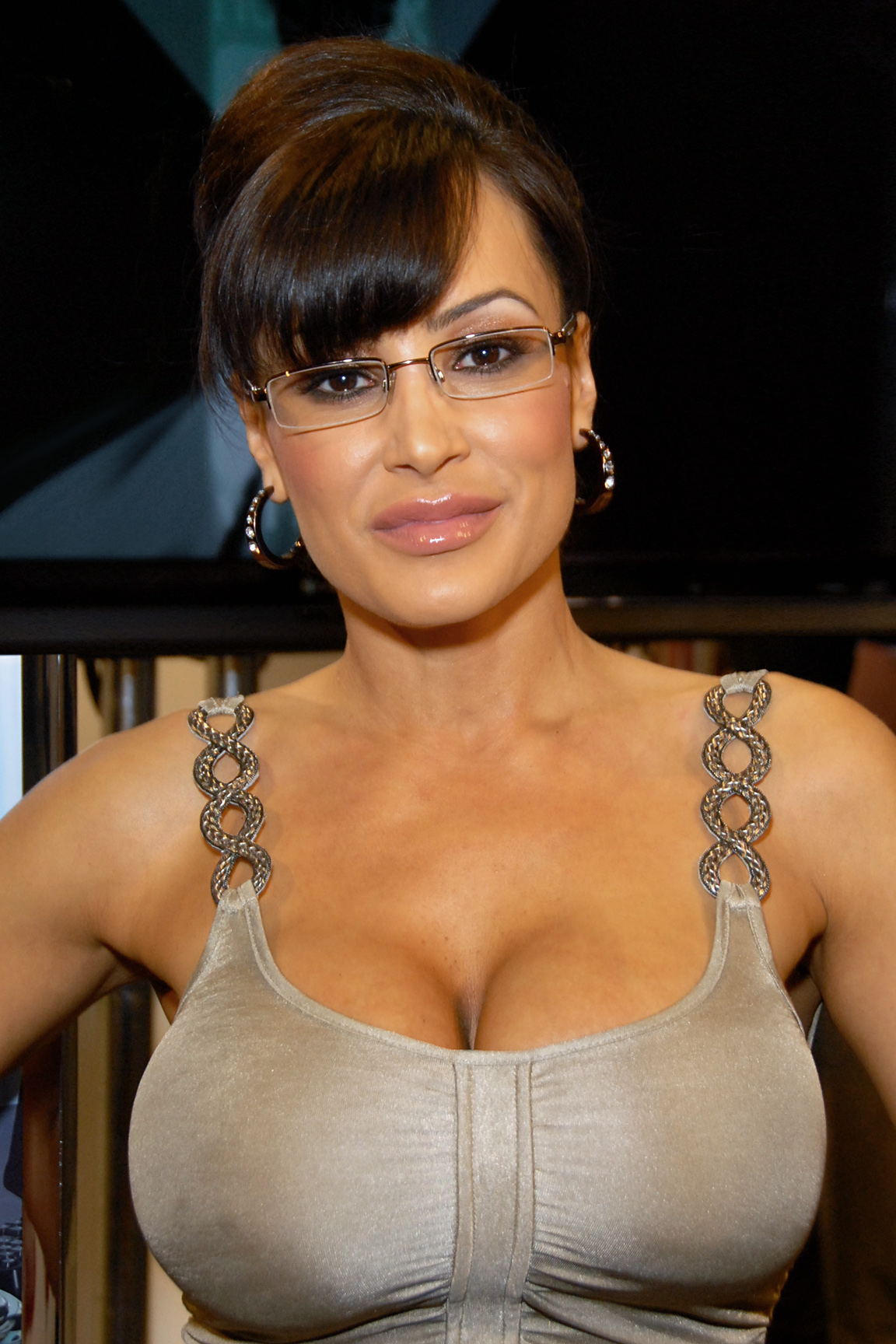
Lisa Ann, costumée en Sarah Palin lors de l'AVN Expo de Las Vegas, le 8 janvier 2010.

En 2008, elle est retenue pour jouer le rôle parodique du gouverneur de l'Alaska Sarah Palin dans le film pornographique intitulé Who's Nailin' Paylin?, produit par la compagnie Hustler vidéo de Larry Flynt. Le rôle d'Hillary Clinton étant joué par Nina Hartley et celui de Condoleezza Rice par Jada Fire. Le film devient mondialement connu et permet à l'actrice d'obtenir une nouvelle jeunesse pour sa carrière.
Après quelques encouragements de la part de son ami C. J. Wright, également acteur pornographique, elle commence sa carrière de directrice de plateau dans un film interracial, intitulé Hung XXX, produit par Justin Slayer International et sorti en septembre 2009. La même année, elle réapparaît sous sa parodie de Sarah Palin dans le clip We Made You du rappeur américain Eminem,. 
En décembre 2009, elle est la porte-parole de RealTouch, une marque de vagin artificiel mécanique produit par le site internet américain AEBN.

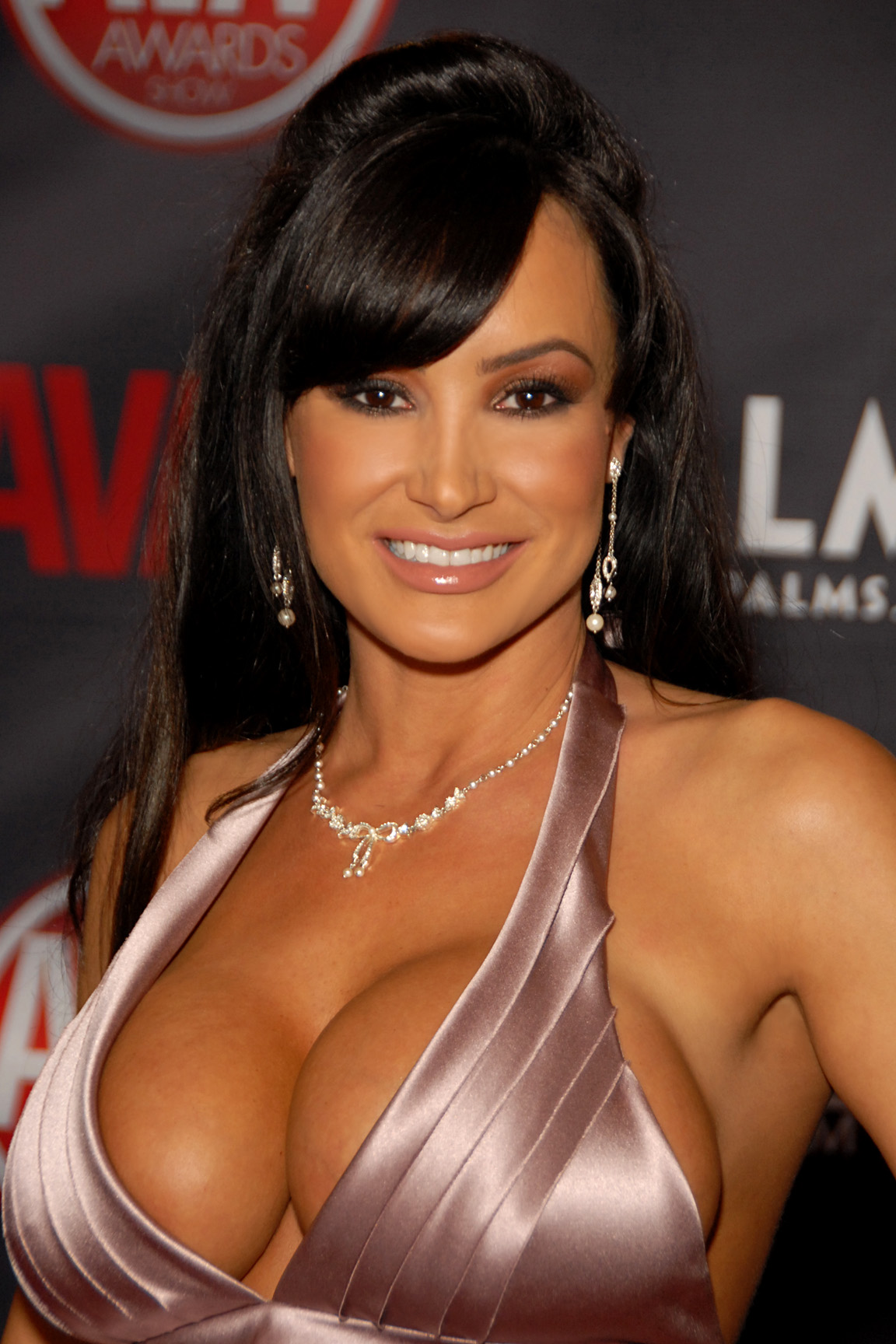
Lisa Ann en 2010 durant la soirée de remise des AVN Awards, à Las Vegas, dans le Nevada (États-Unis).

En mars 2010, elle apparaît dans une coalition pour la liberté d'expression aux États-Unis concernant les vidéos pornographiques,.
En juin 2012, elle décide de reprendre sa carrière d'actrice pornographique « hard », mais y met un terme en décembre 2014.
Lors d'une interview en 2014, elle confesse préférer les hommes jeunes et sportifs et affirme avoir eu de nombreuses aventures avec des sportifs professionnels, des joueurs de NBA notamment. La même année, elle apparaît dans le clip Dead Bite de Hollywood Undead[réf. souhaitée].
En 2015, elle publie son autobiographie, The Life, dans laquelle elle relate son parcours depuis son enfance difficile jusqu'à la célébrité.
En janvier 2018, elle annonce son retour comme actrice pornographique. Le 14 février 2018, elle annonce un retour avec le studio Evil Angel, pour lequel elle signe un contrat d'exclusivité. Le film Back 4 More, également réalisé par Lisa Ann, marque son grand retour devant la caméra. Une fois les scènes tournées, elle est de nouveau libre et apparaît dans des scènes pour les productions Brazzers et Reality Kings.
Aujourd'hui
Elle a quitté le milieu de la pornographie et anime maintenant des podcasts et divers émissions.

## Vie privée
En 2009, elle a une aventure avec Rob Kardashian. 
En 2011, elle révèle avoir eu des relations sexuelles avec le chanteur Chris Brown. En 2013, elle révèle avoir couché avec les rappeurs Soulja Boy et Bow Wow.
En 2014, elle se brouille publiquement avec l'actrice pornographique Nikki Benz, également sa partenaire sexuelle à l'écran dans certains films. Au cours du clash, Nikki Benz affirme que Lisa Ann est une consommatrice de cocaïne et qu'elle multipliait les relations sexuelles avec les joueurs de NBA et les rappeurs,. Lisa Ann confirmera d'ailleurs qu'elle préférait coucher avec les joueurs de NBA,. La même année, elle s'affiche au lit avec le joueur de NFL Justin Brent et crée le scandale.
En 2016, à la suite d'une remarque du rappeur Kanye West sur les strip-teaseuses, elle déclare détenir des photos compromettantes que ce dernier lui aurait envoyées dans le but d'obtenir des faveurs sexuelles de sa part.

## Récompenses
- 2006 : XRCO Award – Best Comback

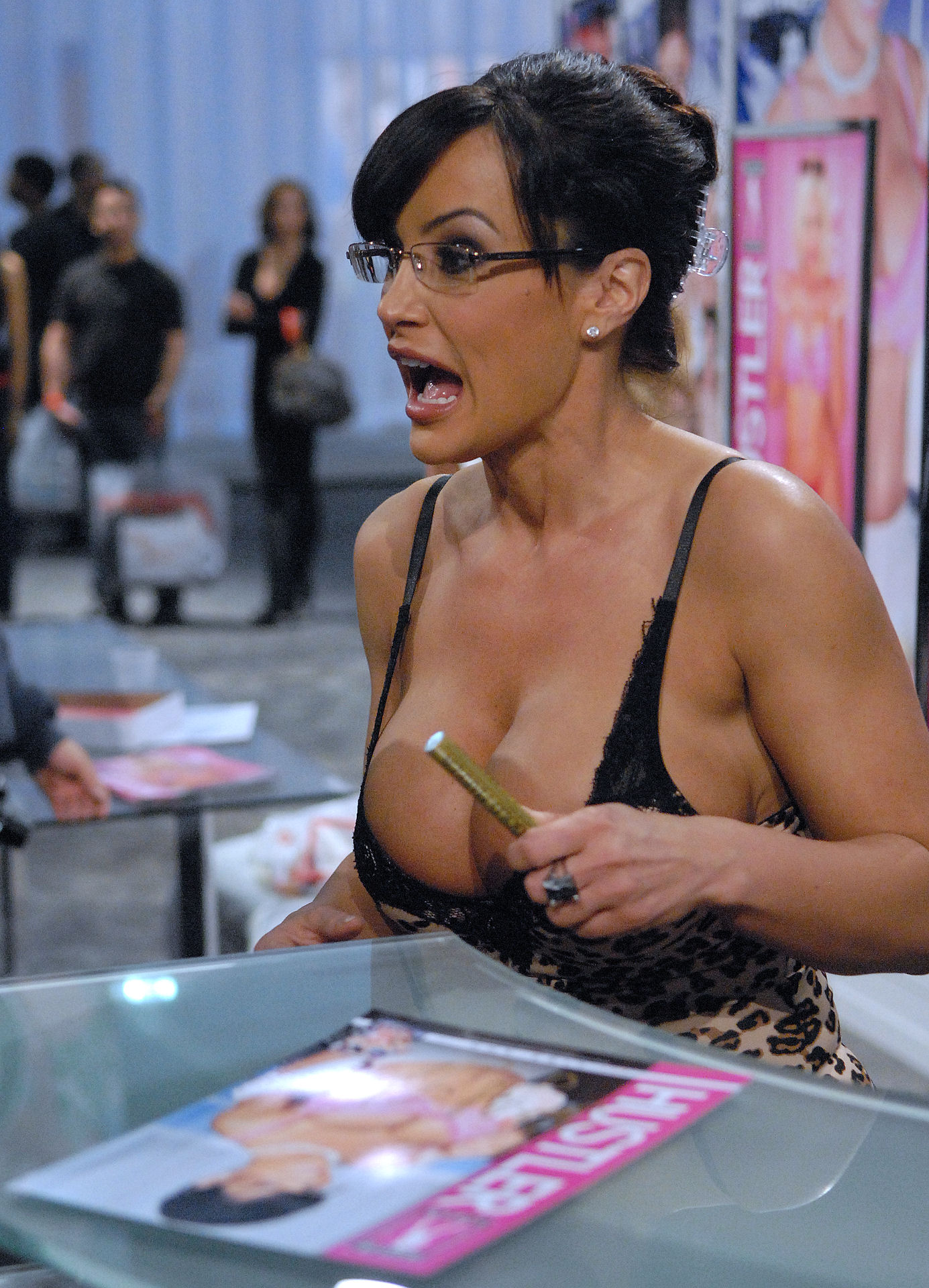
Lisa Ann, en Sarah Palin, à l'AVN Adult Entertainment Expo 2010.

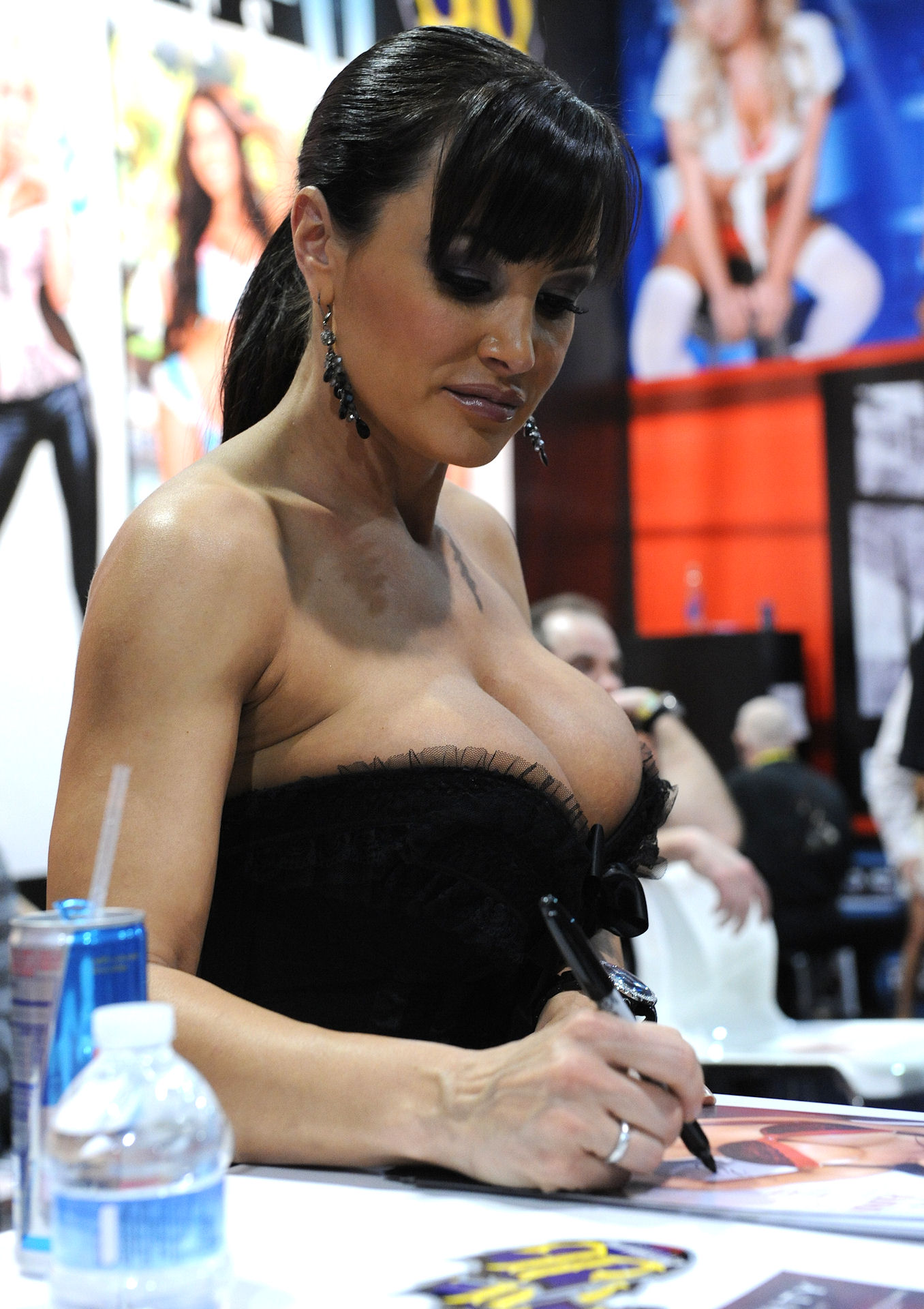
Lisa Ann à l'AVN Adult Entertainment Expo 2011.

- 2006 : CAVR Award – Comeback Performer of Year
- 2009 : AVN Award – MILF / Cougar Performer of the Year
- 2009 : VOD Awards – Performer of the Year[30]
- 2009 : XRCO Award – MILF of the Year
- 2009 : AVN Hall of Fame
- 2010 : XRCO Award – MILF of the Year[31]
- 2010 : F.A.M.E. Awards – Cougar of the Year[32]
- 2010 : Urban X Awards – 2 prix :
  - Best Agency with Ethnic Talent - Valley Babes XXX & Lisa Ann Talent Management
  - Best Anal Release - Lisa Ann's Hung XXX / CJ Wright Productions
- 2011 : XBIZ Award – MILF of the Year
- 2011 : Urban X Awards – Best MILF Performer
- 2013 : XRCO Hall of Fame[33]
- 2014 : AVN Award – Hottest MILF (vote du public)
- 2014 : NightMoves Award – Best Cougar / MILF Performer (vote du public)

## Filmographie sélective
- Perfectly trimmed Bush (2015)
- Seduced by a Cougar 25 (2013)
- School Of MILF (2013)
- MILF-O-Licious (2012)
- Lisa Ann Lesbian Milf Adventures: Mommy Needs Pussy Too (2012)
- Mommies Gone Bad
- Getting Levi's Johnson
- Bossy MILFs 6 (2010)
- Lisa Ann: MILF Trainer (2009)
- Obama Is Nailin Palin (2009)
- Lisa Ann's Hung XXX (2009)
- No Man's Land: MILF Edition 3 (2009)
- When Ginger Met Nina: Girls' Night Out (2009)
- DreamGirlz 2 (2009)
- Anal Junkies on Cock (2009)
- Mommy Got Boobs 5 (2009)
- Who's Nailin' Paylin? (2008)
- Girlvana 4 (2008)
- Big Wet Asses 14 (2008)
- Meet the Twins 8 (2007)
- Lick It Up 3 (2006)
- Wet Dreams Cum True 5 (2006)
- Momma Knows Best (2006)
- Hand to Mouth 4 (2006)
- Dirty Love (2006)
- Only the Best! The 90's (2006)
- Who's Your Momma? (2006)
- Juicy Juggs (2006)
- Ass Cleavage 8 (2006)
- Gush (2006/II)
- Filthy (2006/I)
- Apprentass 6 (2006)
- Desperate Mothers & Wives 4 (2005)
- Desperate Mothers and Wives (2004)
- Super Sexy (1998)
- Airotica (1996)
- The Ultimate Fantasy (1995)
- Tits a Wonderful Life (1994)